# 米罗斯拉夫·贝里奇
米罗斯拉夫·贝里奇（羅馬化：Miroslav Berić，1973年1月20日—），塞尔维亚男子篮球运动员，司职得分后卫。他曾代表南联盟参加1996年夏季奥林匹克运动会篮球比赛，获得一枚银牌。